# Giovanni Malagò

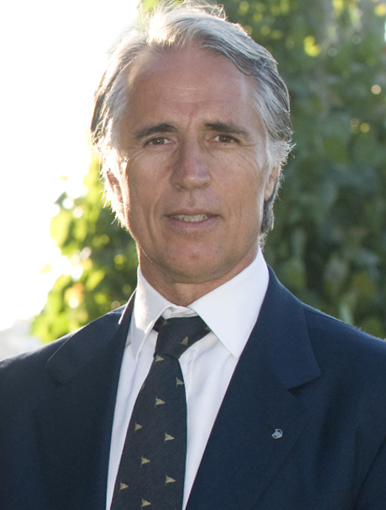
Giovanni Malagò

Giovanni Malagò (* 13. März 1959 in Rom) ist ein italienischer Geschäftsmann, früherer Futsalspieler und Sportfunktionär. Seit 2013 ist er Präsident des Comitato Olimpico Nazionale Italiano.

## Leben
Als Jugendlicher und während des Studiums betrieb er eine Vielzahl an Sportarten. Als Futsalspieler wurde er dreimal italienischer Meister und gewann viermal den Pokal. Er war Mitglied der italienischen Nationalmannschaft, die an der damals noch inoffiziellen Weltmeisterschaft in Brasilien teilnahm. Nach seinem Studium der Wirtschaftswissenschaften in Rom (Diplom mit Auszeichnung) trat er in den Automobilhandel für Luxuslimousinen seines Vaters ein. 1997 wurde er der Präsident des elitären Circolo Canottieri Aniene, mit der er 2013 bei den Weltmeisterschaften fünf der acht italienischen Medaillen gewann und Italien zur erfolgreichsten Mannschaft führte. Im Jahr 1997 organisierte er die Rennen anlässlich 50 Jahre Ferrari. Ab 1998 und 1999 war er der Verantwortliche für das Tennisturnier Italian Open sowie 2001 und 2001 für Profibasketball bei Virtus Roma. 2000 wurde er auch Mitglied des Exekutivkomitees des CONI und organisierte u. a. die Europameisterschaft im Volleyball 2005 (und Volleyball-Weltmeisterschaft der Männer 2010) und die Schwimmweltmeisterschaften 2009. 2013 wurde er in einer Kampfabstimmung gegen den Favoriten Raffaele Pagnozzi (seit zehn Jahren Generalsekretär des CONI), der die Unterstützung u. a. des Fußballverbandes hatte, zum Präsidenten des CONI gewählt. Er ist Sponsor und Ehrenmitglied des Auditorium parco della musica und der Italienischen Leukämiehilfe sowie des Kinderkrankenhauses Bambino Gesù.